# Gino Vannelli

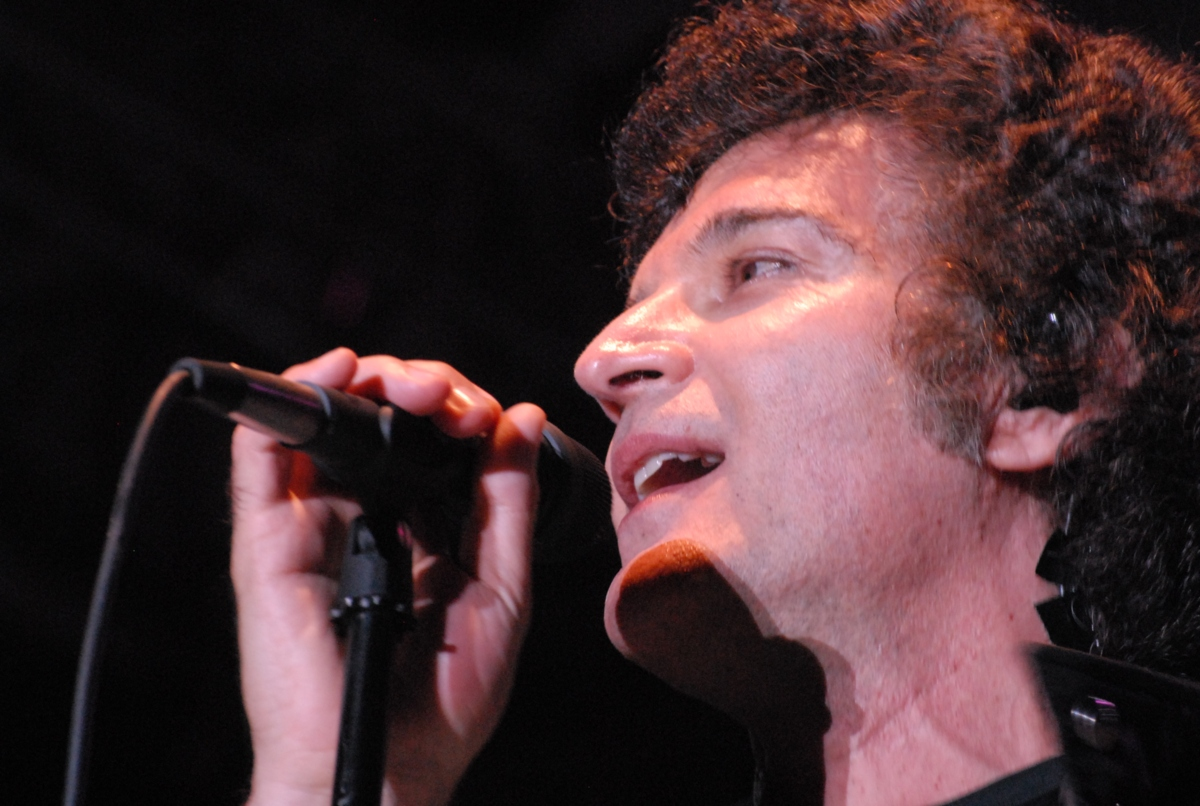
Gino Vannelli, Festival de Jazz Riviera Maya (2009)

Gino Vannelli (* 16. Juni 1952 in Montreal) ist ein kanadischer Jazz-, Rock- und Pop-Sänger.

## Werdegang
Gino Vannelli wuchs zusammen mit zwei Brüdern, Joe und Ross, in einer italienischstämmigen Familie auf. Sein Vater Joseph Vannelli war Jazzsänger, unter anderem bei Maynard Ferguson. Sein Talent und seine Leidenschaft für die Musik gab er an alle seine drei Söhne weiter. Schon früh begeisterte Vannelli sich für das Schlagzeug und bewunderte Musiker wie Gene Krupa und Buddy Rich. Die ersten musikalischen „Auftritte“ hatte er zusammen mit seinem älteren Bruder Joe auf Töpfen, Pfannen und Glasdeckeln bei Familientreffen der Vannellis. Es war ein „Meilenstein“, als ein echtes Becken und eine kleine Trommel in den Auftritt integriert wurden und Joe zum Klavier wechselte. Als er neun Jahre alt war, so erinnerte sich Gino Vannelli später, beeindruckte ihn, wie sein Vater am Ende einer Nummer im Scheinwerferlicht stand und sich verbeugte, während das Publikum jubelte und applaudierte.
Dieser Wunsch sollte früher als gedacht in Erfüllung gehen. Als Gino Vannelli zehn Jahre alt war, gab der Vater seine musikalische Laufbahn auf, um das Familienfriseurgeschäft zu übernehmen. Sein Sohn Gino verfolgte aber weiterhin seinen Traum einer musikalischen Karriere. Als er zwölf Jahre alt war, sammelte er noch während seiner Highschool-Zeit schon erste Erfahrungen als Schlagzeuger in einer lokalen Popband, den Cobras. Mit von der Partie war unter anderem sein Bruder Joe. Ein Jahr später gründeten Gino und Joe ihre von Motown geprägte Band Jacksonville 5.
Nach Abschluss der Highschool studierte Vannelli Schlagzeug und Musiktheorie an der McGill University in Montreal. Als weitere Instrumente erlernte er Gitarre und Klavier. Neben seiner Affinität zu Pop und Soul entwickelte Gino Vannelli auch seine Liebe zur klassisch geprägten Musik, insbesondere zum französischen Impressionismus, der italienischen Oper und den russischen Komponisten des 20. Jahrhunderts. Ein Semester lang, jeden letzten Donnerstag im Monat, besuchte er Konzerte des Montreal Symphony Orchestra, was sich als lebensverändernd erwies (seine Veröffentlichung des Albums Canto im Jahr 2002 ist ein beredtes Zeugnis dafür).
Im Alter von 17 Jahren veröffentlichte er bei RCA Records in Kanada unter dem Pseudonym Vann-Elli die Single Gina Bold / Never Cry Again, die sich tatsächlich in den kanadischen Top Ten platzieren konnte. In den nächsten drei Jahren lebte Vannelli mit mehreren Unterbrechungen immer wieder mal in New York, wo er versuchte bei diversen Plattenfirmen und Verlagen unter Vertrag zu kommen.
1972 landete er dann, zusammen mit seinem Bruder Joe, vor den Toren von A&M Records in Hollywood, Los Angeles, wo er versuchte, an den Mitinhaber der Studios, Herb Alpert, heranzukommen. Eines Tages erwischte er tatsächlich Herb Alpert auf dem Parkplatz und konnte diesen davon überzeugen, am Nachmittag noch einmal offiziell vorbeizukommen, um sich und seine Musik vorstellen zu können. Bei dieser Audition spielte Vannelli einige seiner gerade geschriebenen Songs vor, darunter People Gotta Move, Crazy Life, Mama Coco, Powerful People und Lady. Herb Alpert war von Vannelli Songs sehr angetan und bot ihm einen Vertrag an, allerdings nur unter der Bedingung, dass er, Herb Alpert, diese erste Platte produzieren dürfe. Am nächsten Tag konnte er seinen Vertrag bei A&M unterschreiben und 1973 wurde das erste Album Crazy Life veröffentlicht. Eine erste kleine Tournee zusammen mit Liza Minnelli schloss sich direkt an die Veröffentlichung des Albums und zweier Single-Auskopplungen an.
Mit der Veröffentlichung des Albums Powerful People konnte Gino Vannelli 1974 in den USA dank der Single People Gotta Move seinen ersten Hit #22 in den Billboard-Charts verbuchen. Interessanterweise kam die stärkste Reaktion auf den Song von den Radiosendern, die überwiegend schwarze Musik spielten. Mit seinen vom Rhythm and Blues und Jazz beeinflussten Songs trat er im Vorprogramm von Stevie Wonder und Gladys Knight & the Pips auf und war der erste weiße Musiker, der in der Sendung Soul Train erschien. Seine nächsten Alben, Storm At Sunup (1975) und The Gist Of The Gemini (1976) konnten sich gleichfalls in den Charts platzieren. Ungewöhnlich für damalige Verhältnisse war, dass Vannellis Begleitband auf Gitarre und Bass verzichtete, dafür aber eine große Anzahl von Keyboardern aufzuweisen hatte, unter ihnen natürlich wieder sein Bruder Joe als musikalischer Leiter.
Das 1977 erschienene Album A Pauper In Paradise war eine Meisterleistung, die nicht nur einige der besten Popsongs enthielt, die Vannelli je geschrieben hatte, sondern auch ein viersätziges Sinfonie-ähnliches Instrumentalwerk, welches mithilfe des Royal Philharmonic Orchestra aufgeführt wurde.
Der Durchbruch gelang ihm schließlich ein Jahr später mit dem Album Brother To Brother (koproduziert von seinen Brüdern Joe und Ross) und der Single I Just Wanna Stop. Dieses Stück stammte aus der Feder des jüngsten Vannelli-Bruders, Ross, der sich bisher nur als Background-Sänger betätigte, nun aber auch als Komponist in Erscheinung trat. Das Album wurde im Frühjahr 1979 in den USA mit Platin ausgezeichnet; die Single erreichte dort Platz 4 und in Kanada sogar die Spitze der Charts. Mit nur 23 Jahren füllte Vannelli dann schon ausverkaufte Konzertsäle und Arenen und wurde mehrfach für einen Grammy Award nominiert. Auch seine Brüder setzten ihre eigene musikalische Karriere fort, und während Vannelli fünf Juno Awards als Kanadas bester männlicher Sänger, Toningenieur und Produzent gewann, wurden viele dieser Auszeichnungen mit seinen Brüdern Joe und Ross geteilt. Als sich die Besitzverhältnisse bei A&M Records änderten, verlangte man von Vannelli, dass er mehr in Richtung Disco-Musik komponieren sollte. Da er diesen Musikgeschmack nicht teilen konnte, verließ er A&M Records und unterzeichnete einen neuen Vertrag bei Arista Records.
Das bei Arista 1981 veröffentlichte Album Nightwalker konnte mit Living Inside Myself einen weiteren Hit #6 in den USA verbuchen. Dies sollte allerdings das einzige Album bei diesem Label bleiben, da die Meinungen über den weiteren musikalischen Weg Vannellis zu Differenzen führte. Diese waren letztendlich auch der Grund, warum Vannellis zweites Album bei Arista, Twisted Heart, bis heute unveröffentlicht blieb. Clive Davis, damaliger Arista Chef, war von den musikalischen Veränderungen Vannellis nicht sonderlich angetan und verweigerte die Veröffentlichung. Einzig der Titel The Longer You Wait wurde als Single ausgekoppelt. Da von Seiten des Labels wenig Unterstützung gewährt wurde, verschwand der Titel nach wenigen Wochen aus den Charts.
Arista Records wollte Vannellis Musik schließlich weder aufnehmen noch veröffentlichen, und Vannelli wurde auf die sogenannte „schwarze Liste“ gesetzt. So beschloss Vannelli, wieder aufs College zu gehen. In Kalifornien studierte er Geisteswissenschaften, verschiedene Religionswissenschaften sowie südamerikanische Literatur. Nach dieser kreativen Pause erschien bei einem neuen Label 1984 das Album Black Cars, wieder unterstützt von seinen Brüdern Joe (Keyboards) und Ross (Background-Gesang). Mit der gleichnamigen Single, die in Kanada Platz 4 erreichte, sowie der zweiten Auskoppelung Hurts To Be In Love konnte Gino Vannelli erstmals auch in Deutschland zwei Radio-Hits landen, ohne allerdings den großen Durchbruch zu schaffen. Die in Deutschland erfolgreichste Single wurde 1987 Wild Horses aus dem Album Big Dreamers Never Sleep, die in Kanada bis Platz 7 der Charts stieg und insbesondere in den MTV-Charts häufig gezeigt wurde.
Zwischen diesen beiden Produktionen hatte Vannelli auch noch Zeit, auf zwei Alben des ebenfalls aus Kanada stammenden Musikers David Meece sowohl als Komponist als auch – zusammen mit seinem Bruder Joe – als Produzent zu arbeiten: Chronology (1986) und Candle In The Rain (1987).
Ende der 1980er Jahre hatte sich jedoch der Musikgeschmack geändert und Vannellis Karriere war im Schwinden begriffen. Er wurde auch seines sexy Image müde, das mit seiner katholischen Erziehung im Widerspruch stand. Schon von Anfang an wurde Vannelli als "Sexsymbol" angesehen.
Zusätzlich zu diesen Konflikten war Vannelli von einem anstrengenden Zeitplan erschöpft, mehr als 200 Nächte im Jahr auf Tour zu sein. Auch finanzielle Sorgen machten Vannelli zu schaffen. Obwohl er zu Beginn seiner Karriere Millionen verdient hatte, hatte er sein Geld unklug verwaltet und häufte Hunderttausende Dollar Schulden an.
1990 verließ Vannelli seinen bisherigen Wohnsitz Los Angeles, unter anderem auch auf Druck seiner Frau Patricia, die sich ein einfacheres Leben wünschte und das Leben in Los Angeles leid war. Die Familie – inzwischen war ein kleiner Sohn, Anton, hinzugekommen – ließ sich dann in Portland (Oregon) nieder. Vannelli baute dort ein eigenes Studio und gründete ein Plattenlabel. Außerdem arbeitete er dort als Musiklehrer. Er zahlte seine Schulden ab und sparte genug Geld, um ein neues Album zu produzieren. Titel des neuen Albums war Inconsolable Man.
Nach Fertigstellung des Albums widmete sich Vannelli, zusammen mit seinem Bruder Joe, einem Album der dänischen Band Kudasei mit dem gleichnamigen Titel (1991). Hier zeichneten die beiden mitverantwortlich für Komposition, Texte, Background-Gesang, Programmierung, Produktion, Bass und Keyboard.

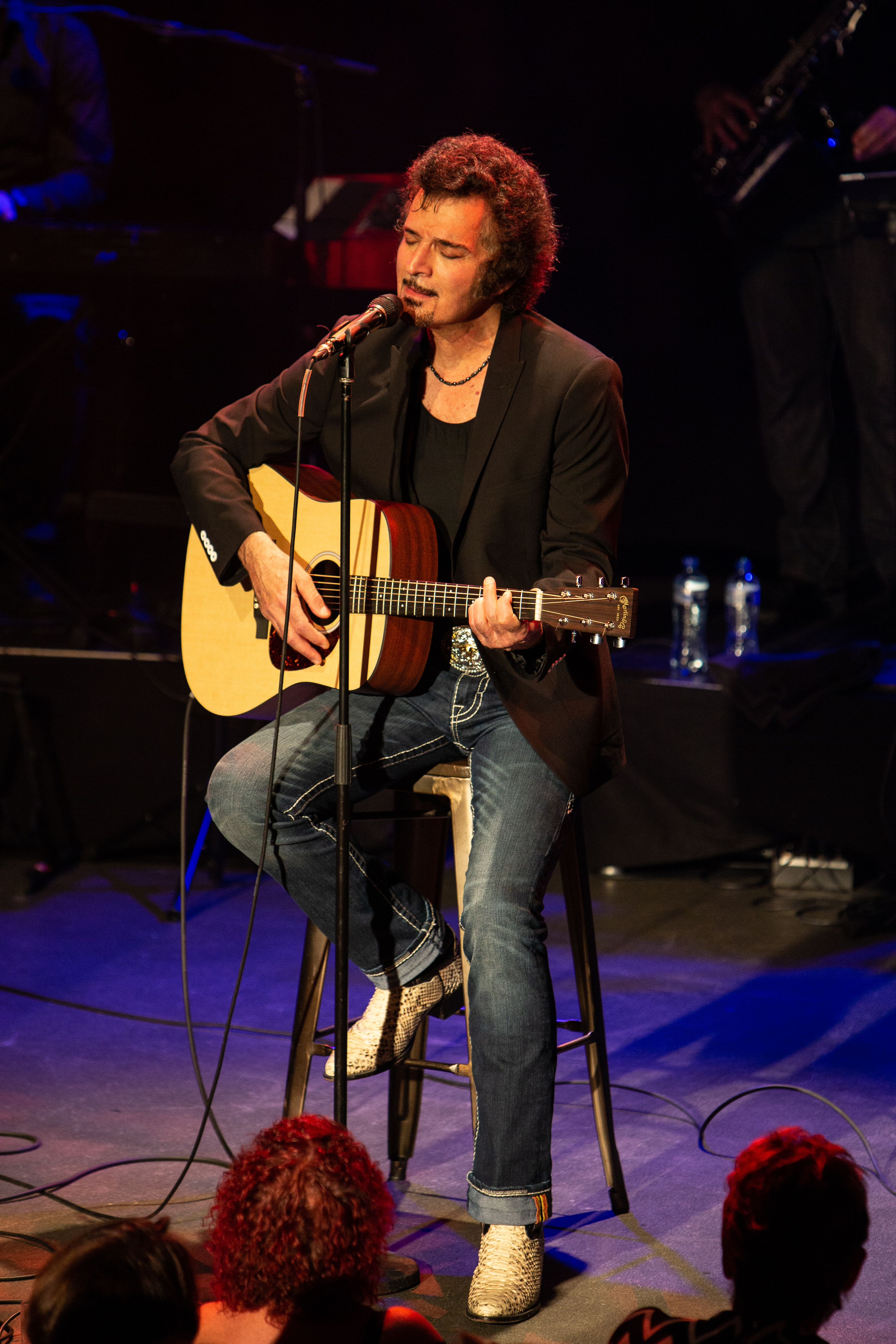
Gino Vannelli live, Hilversum, De Vorstin, 10. Oktober 2018

1995 und 1998 veröffentlichte er zwei Jazz-orientierte Alben bei Verve Records, Yonder Tree und Slow Love. Danach nahm er Gesangsunterricht und wandte sich der klassischen Musik zu. 2001 produzierte Vannelli das Album Haitek Haiku des dänischen Jazzpianisten Niels Lan Doky. Auf diesem Album war unter anderem Vannellis Song Parole Per Mio Padre (Worte für meinen Vater) zu hören. Dieses Lied war seinem verstorbenen Vater gewidmet und im Stil und in der Tradition Schuberts komponiert. Es erregte kurz darauf die Aufmerksamkeit von Papst Johannes Paul II, der um eine Aufführung des Liedes im Vatikan bat. Das Ereignis wurde in Europa im Fernsehen übertragen, was das Interesse des Chefs von BMG Records weckte, der Vannelli daraufhin bat, eine zeitgenössische klassische Platte im Stil von Parole per Mio Padre aufzunehmen. Das daraufhin aufgenommene Album Canto, 2003 von BMG veröffentlicht, enthält Lieder, die in Englisch, Italienisch, Spanisch und Französisch gesungen werden, was von Fans und Vannelli selbst als eine seiner stärksten musikalischen Leistungen angesehen wird. Das Album Canto hatte vor allem in Europa Erfolg.
2002 kam es zu einer Zusammenarbeit mit dem holländischen Metropole Orchestra, was in einem legendären Live-Auftritt in Den Haag mündete (erst 2011 erschien dieser Auftritt als CD, 2017 auch als CD/DVD). 2006 kam schließlich das Album These Are The Days auf den Markt, das sich aus sechs neuen Titeln sowie sechs seiner erfolgreichsten Hits zusammensetzt. Für seine Alben hat Gino Vannelli unter anderem mit Musikern und Arrangeuren wie Niels Lan Doky, Don Sebesky, Herb Alpert, Jimmy Haslip oder Ernie Watts zusammengearbeitet. Weitere Alben sollten in größeren Abständen folgen.
2007 benötigte Gino Vannelli wieder eine größere Pause, da er sich unruhig und depressiv fühlte. Er lebte, ohne seine Familie, für zweieinhalb Jahre in Europa, vornehmlich in Holland. Er studierte bei den unterschiedlichsten Musikern, spielte mit Sinfonieorchestern und gab ausgefallene Konzerte in Clubs für ein paar hundert Leute – etwas, das in seiner Heimat, den USA, schlecht möglich gewesen wäre.
Nach der Veröffentlichung von Canto brauchte es 6 Jahre, bis ein neues Album auf den Markt kam, A Good Thing. Zu diesem Album gab es ein kleines Büchlein mit 23 von Vannelli verfassten Gedichten. Im Dezember 2009 erschien sein Buch Stardust in the Sand, ein Werk mit Kurzgeschichten über die Entstehung seiner Lieder und auch über seine Begegnungen mit den Weltstars. Das Buch, das zweisprachig verfasst ist (Italienisch und Englisch) enthält auch eine dazu passende CD mit den besprochenen Titeln. 2010 erschien Stardust in the Sand auch in einer Übersetzung auf Englisch und Niederländisch.
Auf ein weiteres Album mussten die Fans in aller Welt schließlich 10 Jahre warten, bis nach 5-jähriger Aufnahmezeit 2019 Wilderness Road erschien. Wie groß die Popularität von Gino Vannelli nach all den Jahren immer noch war, zeigte sich, als er im April 2019 in seiner Geburtsstadt Montreal das neue Album live vorstellte. Die Eintrittskarten für dieses Event waren so schnell verkauft, dass der Promoter des Konzertes für den Folgetag ein zweites Konzert ansetzen musste, um dem Ansturm gerecht zu werden.
Am 25. Juni 2019 listete das New York Times Magazine Gino Vannelli unter Hunderten von Künstlern auf, deren Material angeblich bei dem Brand auf dem Gelände der Universal Studios 2008 zerstört wurde.
Im Herbst 2021 veröffentlichte Vannelli eine Neuauflage seines aus 2009 stammenden Albums A Good Thing unter dem Titel More of A Good Thing. Auf Initiative des SoNo Recording Group CEO Claude Villani hat Vannelli das Album bearbeitet und remastered. Außerdem wurden vier neue Songs hinzugefügt. Das ursprüngliche Album wurde nie in Nordamerika veröffentlicht, was mit dieser Produktion nachgeholt wurde.
Nach 4 Jahren Pause veröffentlichte Vannelli 2025 das Album The Life I Got (To My Most Beloved), auf dem er die schwere und lang andauernde Krankheit seiner Frau Patricia verarbeitete. Kurz nach Vollendung der Aufnahmen verstarb seine Frau 2024 an Krebs. Ein Song, Keep On Walking, stammt aus dem früheren Album Storm at Sunup, das er als sehr passend für diese neue Werk empfand und dafür extra neu arrangierte.

## Auszeichnungen und Ehrungen
- 1974: Grammy Award Nominierung, "Powerful People", Best Engineered Recording, mit Tommy Vicari, Larry Forkner
- 1975: Grammy Award Nominierung, "Storm at Sun-Up", Best Engineered Recording (other than Classical), mit Tommy Vicari
- 1978: Grammy Award Nominierung, "I Just Wanna Stop"
- 1981: Grammy Award Nominierung, "Living Inside Myself"
- 1975: Juno Awards, Most Promising Male Vocalist of the Year
- 1976: Juno Awards, Best Male Artist
- 1979: Juno Awards, Best Male Artist
- 1979: Juno Awards, Producer of the Year, mit Joe und Ross Vannelli
- 1986: Juno Awards, Recording Engineer of the Year, mit Joe Vannelli
- 1987: Juno Awards, Recording Engineer of the Year, mit Joe Vannelli
- 1991: Juno Awards, Recording Engineer of the Year, mit Joe Vannelli
- 1978: US Cash Box Awards
- 1987: Belgium Diamond Awards

## Diskografie

### Alben
| Jahr | Titel                     | Höchstplatzierung, Gesamtwochen, AuszeichnungChartplatzierungen (Jahr, Titel, Platzierungen, Wochen, Auszeichnungen, Anmerkungen) | Höchstplatzierung, Gesamtwochen, AuszeichnungChartplatzierungen (Jahr, Titel, Platzierungen, Wochen, Auszeichnungen, Anmerkungen) | Anmerkungen |
| Jahr | Titel                     | DE | US | Anmerkungen |
| ---- | ------------------------- | --- | --- | --- |
| 1974 | Powerful People           | — | US60 (30 Wo.)US | mit Richard Baker, Tony Golia, Lani Hall, Graham Lear, John J. Mandel, Joe Vannelli |
| 1975 | Storm at Sunup            | — | US66 (23 Wo.)US | mit Donald Bailey, Richard Baker, Jay Graydon, Graham Lear, John J. Mandel, Sergio Pastora, Jerome Richardson, Sally Stevens, Joe Vannelli, Ross Vannelli                                                        |
| 1976 | The Gist of The Gemini    | — | US32 (22 Wo.)US | mit Richard Baker, Nyboma Mwan Dido, Jay Graydon, Graham Lear, John J. Mandel, John McCarthy, Joe Vannelli, Ross Vannelli                                                                                        |
| 1978 | A Pauper In Paradise      | — | US33 (16 Wo.)US | mit Nyboma Mwan Dido, Jay Graydon, John J. Mandel, Bill Meyers, Chris Rhyne, Joe Vannelli |
| 1978 | Brother To Brother        | — | US13 Platin · (35 Wo.)US | mit Manolo Badrena, Mark Craney, Victor Feldman, Leon Gaer, Jimmy Haslip, Carlos Rios, Stephanie Spruill, Julia Tillman Waters, Joe Vannelli, Ross Vannelli, Maxine Willard Waters, Ernie Watts                  |
| 1980 | The Best of Gino Vannelli | — | US172 (2 Wo.)US | |
| 1981 | Nightwalker               | — | US15 (26 Wo.)US | mit Dave Boruff, Vinnie Colaiuta, Brad Cole, Michael Fisher, Mike Miller, Doug Parry, Stephanie Spruill, Neil Stubenhaus, Julia Tillman Waters, Joe Vannelli, Ross Vannelli, Julia Waters, Maxine Willard Waters |
| 1985 | Black Cars                | — | US62 (25 Wo.)US | mit Mark Craney, David Garibaldi, Jimmy Haslip, Lori Lieberman, Mike Miller, Joe Vannelli, Ross Vannelli |
| 1987 | Big Dreamers Never Sleep  | DE62 (2 Wo.)DE | US160 (7 Wo.)US | mit Lisa Fischer, David Garibaldi, Jimmy Haslip, Maxayn Lewis, Mike Miller, Marc Russo, Marilyn Scott, Alfie Silas, Joe Vannelli, Ross Vannelli                                                                  |

### Kompilationen
- 1990: Tatsuro Covers From Coast / The Nexus – Christmas Eve
- 2003: Sincerely … – Mariya Takeuchi - Songbook II – The Song of the Nightingale
- 2003: The Ultimate Collection - Triple CD
- 2005: Aujourd'hui Encore... Hommage À Aznavour – Lei (Coverversion von She, im Original von Charles Aznavour)

Weitere Alben
- 1973: Crazy Life
- 1982: Twisted Heart (unveröffentlicht)
- 1990: Inconsolable Man mit Mark Craney, Cara Lee Day, Kevin Dorsey, David Garibaldi, Phillip Ingram, Mike Miller, Rick Nelson, Rocket Ritchotte, Michael Ruff, Alfie Silas, Joe Vannelli, Kirk Whalum
- 1991: Live in Montreal mit Richard Beaudet, Maxayn Lewis, Mike Miller, Enzo Tedesco, Joe Vannelli
- 1995: Yonder Tree
- 1998: Slow Love mit Louis Biancaniello, Randy Cannon, Phil Dwyer, David Garibaldi, Tom Grant, Tracey Harris, Jimmy Haslip, Phillip Ingram, Maxayn Lewis, Margaret Linn, Lori Perry, Randy Porter, Ramon Stagnaro, Sam Watters, George Whitty, Rachel Z
- 2003: Canto mit Daniele Bonaviri, Janet Chvatal, Fred Korman, Glenn Morley, Phil Neumann, Randy Porter, Joe Vannelli
- 2006: These Are the Days mit Paul Brainard, Lisa Hansen, Margaret Linn, Ross Seligman
- 2009: A Good Thing
- 2009: The Best And Beyond
- 2011: Gino Vannelli & The Metropole Orchestra – The North Sea Jazz Festival 2002
- 2014: Live In LA
- 2019: Wilderness Road
- 2021: More of A Good Thing
- 2025: The Life I Got (To My Most Beloved)

### Singles
| Jahr | Titel Album                            | Höchstplatzierung, Gesamtwochen, AuszeichnungChartplatzierungen (Jahr, Titel, Album, Platzierungen, Wochen, Auszeichnungen, Anmerkungen) | Höchstplatzierung, Gesamtwochen, AuszeichnungChartplatzierungen (Jahr, Titel, Album, Platzierungen, Wochen, Auszeichnungen, Anmerkungen) | Anmerkungen |
| Jahr | Titel Album                            | DE | US | Anmerkungen |
| ---- | -------------------------------------- | --- | --- | ----------- |
| 1974 | People Gotta Move Powerful People      | — | US22 (13 Wo.)US |             |
| 1976 | Love of My Life The Gist of The Gemini | — | US64 (8 Wo.)US |             |
| 1978 | I Just Wanna Stop Brother To Brother   | — | US4 (21 Wo.)US |             |
| 1979 | Wheels of Life Brother To Brother      | — | US78 (5 Wo.)US |             |
| 1981 | Living Inside Myself Nightwalker       | — | US6 (20 Wo.)US |             |
| 1981 | Nightwalker                            | — | US41 (10 Wo.)US |             |
| 1982 | The Longer You Wait –                  | — | US89 (3 Wo.)US |             |
| 1985 | Black Cars                             | — | US42 (16 Wo.)US |             |
| 1985 | Hurts To Be In Love Black Cars         | — | US57 (12 Wo.)US |             |
| 1987 | Wild Horses Big Dreamers Never Sleep   | DE30 (9 Wo.)DE | US55 (15 Wo.)US |             |

Weitere Singles
- 1970: Gina Bold (als Vann-Elli)
- 1975: Powerful People
- 1975: Love Me Now
- 1976: Keep On Walking
- 1979: The River Must Flow
- 1984: Appaloosa
- 1985: Just a Motion Away
- 1987: In the Name of Money
- 1987: Persona Non Grata
- 1990: Christmas Eve
- 1990: The Time of Day
- 1991: Cry of Love
- 1991: If I Should Lose This Love
- 1995: I Die a Little More Each Day
- 2006: It’s Only Love
- 2020: How Sweet the Silence (Nur Download)
- 2025: Stormy River

### Kooperationen
- 1991: Kudasei – Kudasei (Credits für Komposition, Texte, Background-Gesang, Programmierung, Produktion, Bass, Keyboards: Gino & Joe Vannelli)
- 1992: Show Me the Way – Frank Nimsgern & Gino Vannelli
- 1993: L’Amour est loi – Martine St-Clair & Gino Vannelli (im Original: Wheels Of Love)
- 1996: Bella Dama – Gianni Bella & Gino Vannelli (Keyboard & Produktion Joe Vannelli)
- 1996: L’amour en face (In the Face of Love) – Nelson & Gino Vannelli – CD Single
- 1997: A Rose in December – Montserrat Caballé & Gino Vannelli
- 1997: Put the Weight on My Shoulders – Montserrat Caballé & Gino Vannelli & Anton Vannelli (Soundtrack aus "Walker, Texas Ranger – Lucas: Part 2")
- 1997: Tender Lies – Doky Brothers & Gino Vannelli (Gino Vannelli credits for composing, production and arranging)
- 2001: Close Your Eyes – Niels Lan Doky & Gino Vannelli (Gino Vannelli credits for lyrics, composing, keyboards, drums and percussion)
- 2001: It Takes a Woman Like Me to Love a Men Like You – Gino Vannelli & Christina Undhjem auf dem Album Christina Undhjem EP
- 2006: Aykaria – Rok Golob feat. Gino Vannelli & Oto Pestner auf dem Album The Story of Laxeno
- 2010: We the People – Gino Vannelli & Billy Cobham auf dem Album Drum N Voice Vol. 3 – Komposition von Gino Vannelli
- 2011: Into the Night – Gino Vannelli & Paolo Di Sabatino auf dem Album Voices
- 2014: Brothers in the End – Gino Vannelli & Alain Clark
- 2016: Brothers in the End – Brian McKnight & Gino Vannelli (Gino Vannelli credits for lyrics, composing, keyboards, drums and percussion)
- 2016: Never Terrorism Never War – Gino Vannelli & Daniela Pedali auf dem Album Padre Nostro
- 2018: The Living End – Filippa Giordano & Gino Vannelli
- 2019: El camino del perdon – feat. Alejandro Lerner on piano
- 2020: Siamo uguali – Gino Vannelli & Massimo Ranieri auf dem Album Qui e adesso (produziert & arrangiert von Gino und Ross Vannelli)
- 2021: Be Willing – Jordan Louis & Gino Vannelli – CD Single

## Auszeichnungen für Musikverkäufe
| Goldene Schallplatte - Kanada - 1976: für das Album Power People - 1976: für das Album Storm at Sunup - 1976: für das Album The Gist of Gemini - 1981: für das Album Nightwalker - 1985: für die Single Black Cars - 1987: für das Album Big Dreamers Never Sleep | Platin-Schallplatte - Kanada - 1978: für das Album Brother to Brother - 1985: für das Album Black Cars |

Anmerkung: Auszeichnungen in Ländern aus den Charttabellen bzw. Chartboxen sind in ebendiesen zu finden.
| Land/RegionAuszeichnungen für Musikverkäufe (Land/Region, Auszeichnungen, Verkäufe, Quellen) | Gold     | Platin     | Verkäufe  | Quellen         |
| -------------------------------------------------------------------------------------------- | -------- | ---------- | --------- | --------------- |
| Kanada (MC)                                                                                  | 6× Gold6 | 2× Platin2 | 500.000   | musiccanada.com |
| Vereinigte Staaten (RIAA)                                                                    | —        | Platin1    | 1.000.000 | riaa.com        |
| Insgesamt                                                                                    | 6× Gold6 | 3× Platin3 |           |                 |